# AS GNN
Association Sportive des Gendarmerie Nationale Nigérienne w skrócie AS GNN – nigerski klub piłkarski grający w nigerskiej pierwszej lidze, mający siedzibę w mieście Niamey. Do 2011 roku nosił nazwę AS-FNIS.

## Sukcesy
- I liga[1]:
  - mistrzostwo (6): 2005, 2006, 2011, 2014, 2023, 2024

- Puchar Nigru[2]:
  - zwycięstwo (3): 2007, 2018, 2023
  - finał (1): 2010

- Superpuchar Nigru[2]:
  - zwycięstwo (1): 2011

## Występy w afrykańskich pucharach
| Sezon     | Rozgrywki           | Runda   | Kraj     | Klub                 | Dom | Wyjazd | Dwumecz |
| --------- | ------------------- | ------- | -------- | -------------------- | --- | ------ | ------- |
| 2006      | Puchar Mistrzów     | wstępna | Tunezja  | CS Sfaxien           | 1–3 | 0–4    | 1–7     |
| 2007      | Puchar Mistrzów     | wstępna | Algieria | USM Algier           | 2–0 | 1–3    | 3–3     |
| 2007      | Puchar Mistrzów     | 1       |          | Al-Ittihad Trypolis  | 0–1 | 1–4    | 1–5     |
| 2008      | Puchar Konfederacji | wstępna | Gabon    | AS Mangasport        | 0–2 | 0–3    | 0–5     |
| 2012      | Liga Mistrzów       | wstępna | Benin    | Tonnerre d’Abomey FC | 0–0 | 0–1    | 0–1     |
| 2015      | Liga Mistrzów       | wstępna | Mali     | Stade Malien         | 1–1 | 0–0    | 1–1     |
| 2018/2019 | Puchar Konfederacji | wstępna | Maroko   | Hassania Agadir      | 0–0 | 0–4    | 0–4     |

## Stadion
Domowe mecze klub rozgrywa na stadionie o nazwie Stade Général Seyni Kountché w Niamey, który może pomieścić 35 000 widzów.

## Reprezentanci kraju grający w klubie od 2001 roku
Stan na styczeń 2023.
| - Ibrahim Adamou - Victorien Adebayor - Gafarou Adeleke - Moussa Alzouma - Souleymane Amoumane - Pascal Anicet - Ousseini Badamassi - Hassan Modi Barazé - Abdoul Nasser Barkiré - Djibrilla Moussa Bonkano - Abdoulaye Boukari - Hamidou Djibo - Idrissa Halidou - Abdoul Aziz Hamza | - Abdoul Aziz Ibrahim - Saidou Idrissa - Abdoul Kader Kassali - Issiaka Koudize - Idrissa Laouali - Soufiane Boubacar Maiga - Abdoulkarim Mamoudou - Mahamadou Oumarou - Ibrahim Paraiso - Karim Paraiso - Souleymane Dela Sacko - Mahamadou Souley - Boubacar Talatou - Nicolas Dognon |